# Michael Wigglesworth
Michael Wigglesworth (ur. 18 października 1631, zm. 10 czerwca 1705 w Malden w stanie Massachusetts) – amerykański duchowny purytański i poeta. Znany jest przede wszystkim jako autor poematu The Day of Doom, opowiadającego o Sądzie Ostatecznym. Ten, wydany po raz pierwszy w 1662 roku, utwór był niezwykle popularny wśród mieszkańców Nowej Anglii. Liczy on 224 ośmiowersowe zwrotki balladowe z rymami wewnętrznymi. W amerykańskich szkołach wymagano od uczniów pamięciowego opanowywania utworu.